# Добре (альбом)
Добре — це збірка львівського гурту «Плач Єремії», видана у 1998 році.

## Інформація
Оригінальний реліз відбувся у 1998 році на фірмі «Караван CD», де компіляція була видана на компакт-дисках. На цей реліз потрапили найкращі пісні з раннього періоду творчості гурту. На час видання, більшість з цих композицій видавалися лише на касетах.
У 2005-му році ремастеринговану версію збірки перевидав лейбл «Atlantic Music».

## Композиції
1. «Коли До Губ Твоїх…»
2. Літаюча Голова
3. Королева Де…
4. Відшукування Причетного
5. Плач Єремії
6. Єхидна
7. Грифон
8. «О Хто Ти, О Хто»
9. Коридор
10. Світло І Сповідь (ІІІ ч.)
11. Вона
12. Срібне Поле
13. Хата Моя
14. Жінка
15. Не Спиняйте Її

## Над альбомом працювали
- Arranged By — «Плач Єремії»*, Тарас Чубай
- Bass — Всеволод Дячишин
- Drums — Сашко Каменецький*
- Guitar — В.Майський* (tracks: 4, 8), О.Морокко* (tracks: 7, 9)
- Lyrics By — Віктор Неборак (tracks: 2, 3), Грицько Чубай* (tracks: 1, 4, 5, 8 to 10, 14, 15), Кость Москалець* (tracks: 11, 12), Тарас Чубай (tracks: 13), Юрій Андрухович (tracks: 6, 7)
- Music By — Кость Москалець* (tracks: 1 to 10, 12 to 15), Тарас Чубай
- Other [Management] — Олександр Богуцький
- Trumpet, Keyboards — Юрко Дуда*
- Vocals — Тарас Чубай